# Antaresia
Antaresia – rodzaj węży z rodziny pytonów (Pythonidae).

## Zasięg występowania
Rodzaj obejmuje gatunki występujące w Australii, na Nowej Gwinei i wyspie Badu w Cieśninie Torresa. 

## Systematyka

### Etymologia
Antaresia: Antares, najjaśniejsza gwiazda leżąca w „ogonie” gwiazdozbioru Skorpiona.

### Podział systematyczny
Do rodzaju należą następujące gatunki: 
- Antaresia childreni (Gray, 1842) – pyton plamisty[5]
- Antaresia maculosa (Peters, 1873)
- Antaresia papuensis Esquerré, Donnellan, Pavón-Vázquez, Fenker & Keogh, 2021
- Antaresia perthensis (Stull, 1932) – pyton malutki